# Panteón Rococó
Panteón Rococó ist der Name einer mexikanischen Latin Ska/Mestizo-Band, die 1995 in Mexiko-Stadt gegründet wurde.
Regelmäßig gehen sie auch in Europa auf Tournee, bevorzugt in Deutschland, wo sie auf diversen Festivals auftreten. Im Sommer 2008 haben sie die Rockband Die Ärzte auf einigen Konzerten als Vorband begleitet.
In Europa wird die Band von dem Hannoverschen Label Übersee-Records vertreten.

## Musikstil und Texte
Die Musiker bedienen sich bei verschiedenen musikalischen Genres wie Rock, Punk, Salsa, Cumbia, Mariachi, Reggae oder Ska, die auch als Mestizo-Musik bekannt ist  und mischen daraus eine sehr tanzbare, energiegeladene Musik, wobei sich sozialkritische Stücke und Liebeslieder abwechseln.

## Bandbesetzung

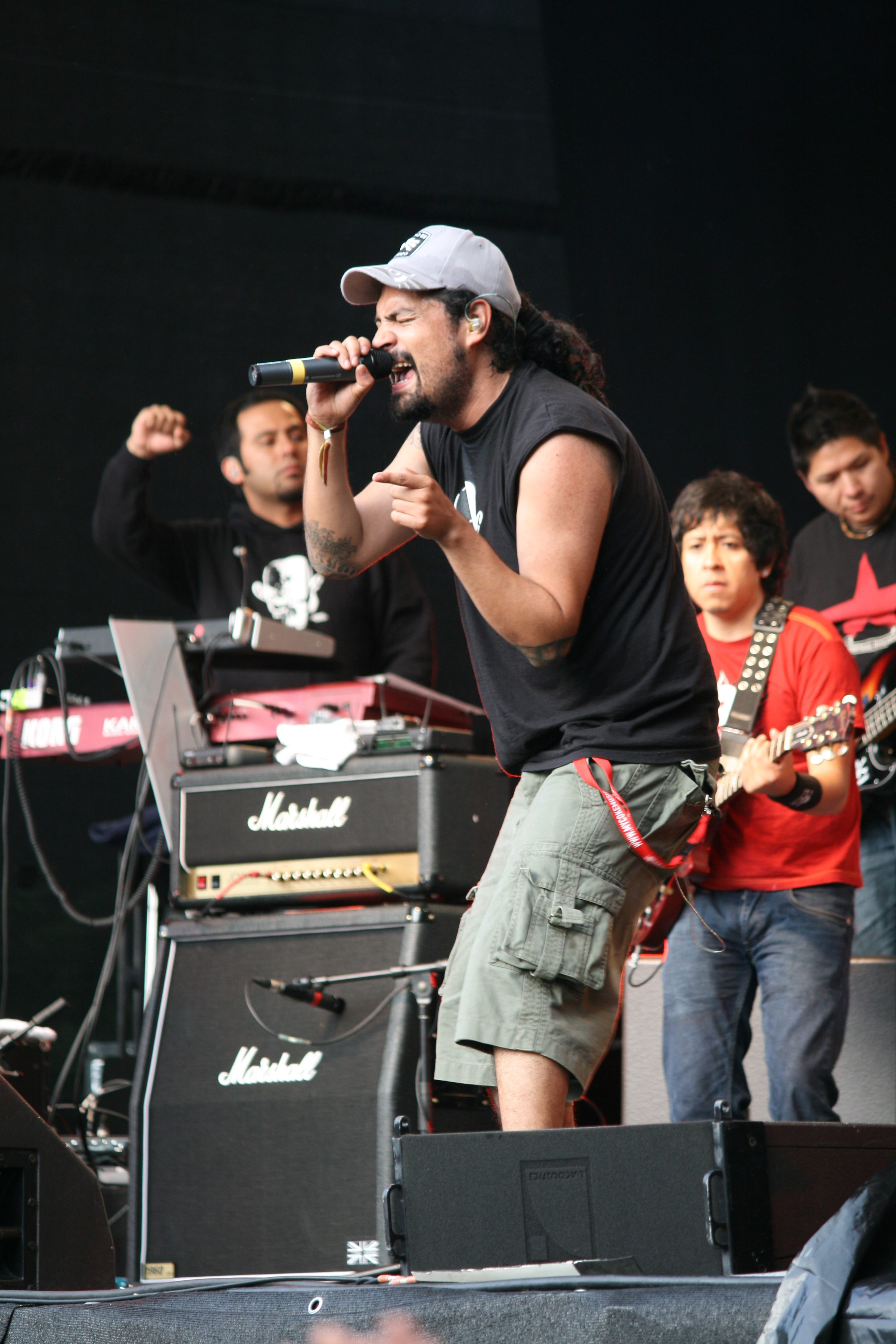
Luis Román Ibarra "Dr. Shenka" – Gesang
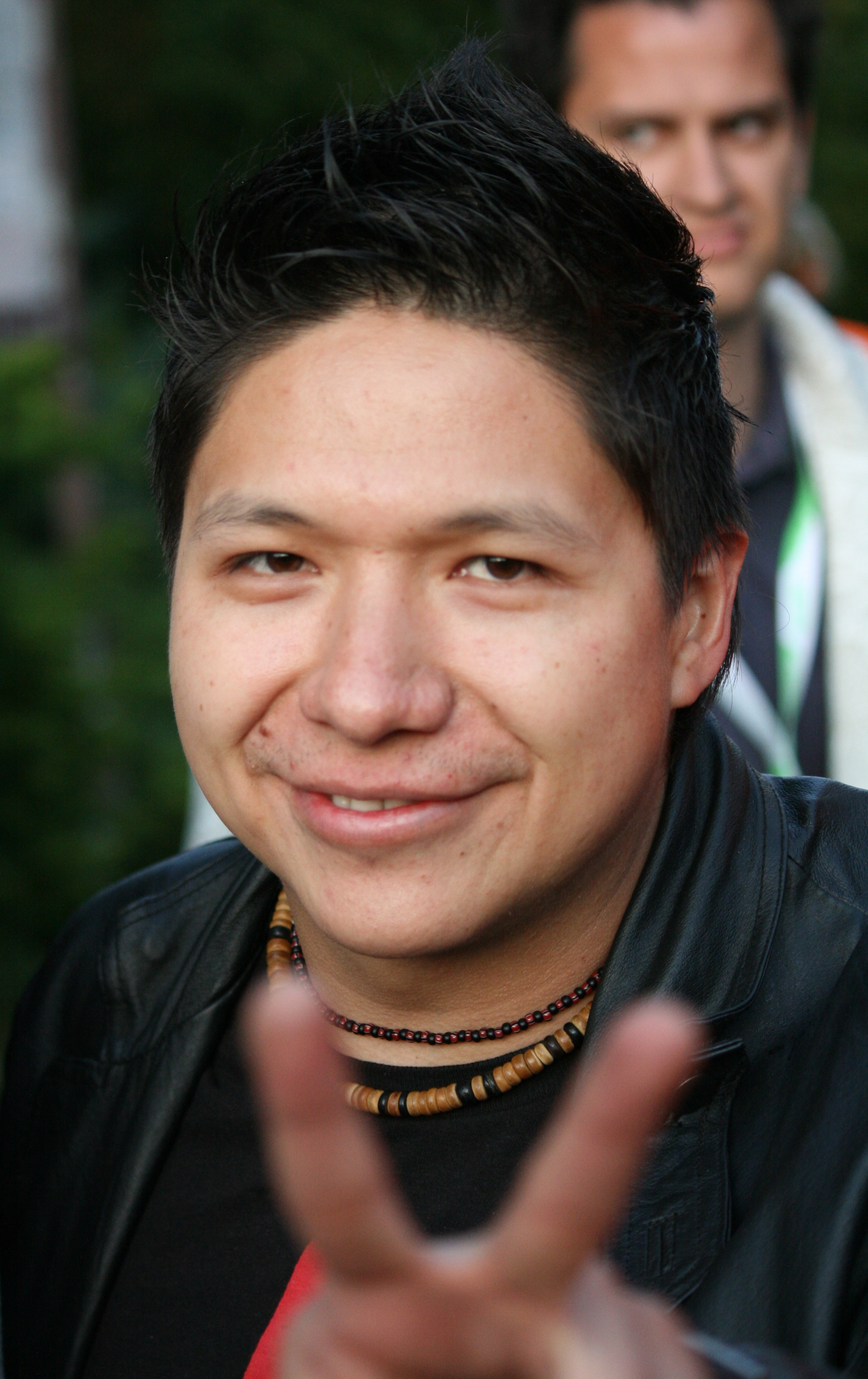
Dario Espinosa – Bass
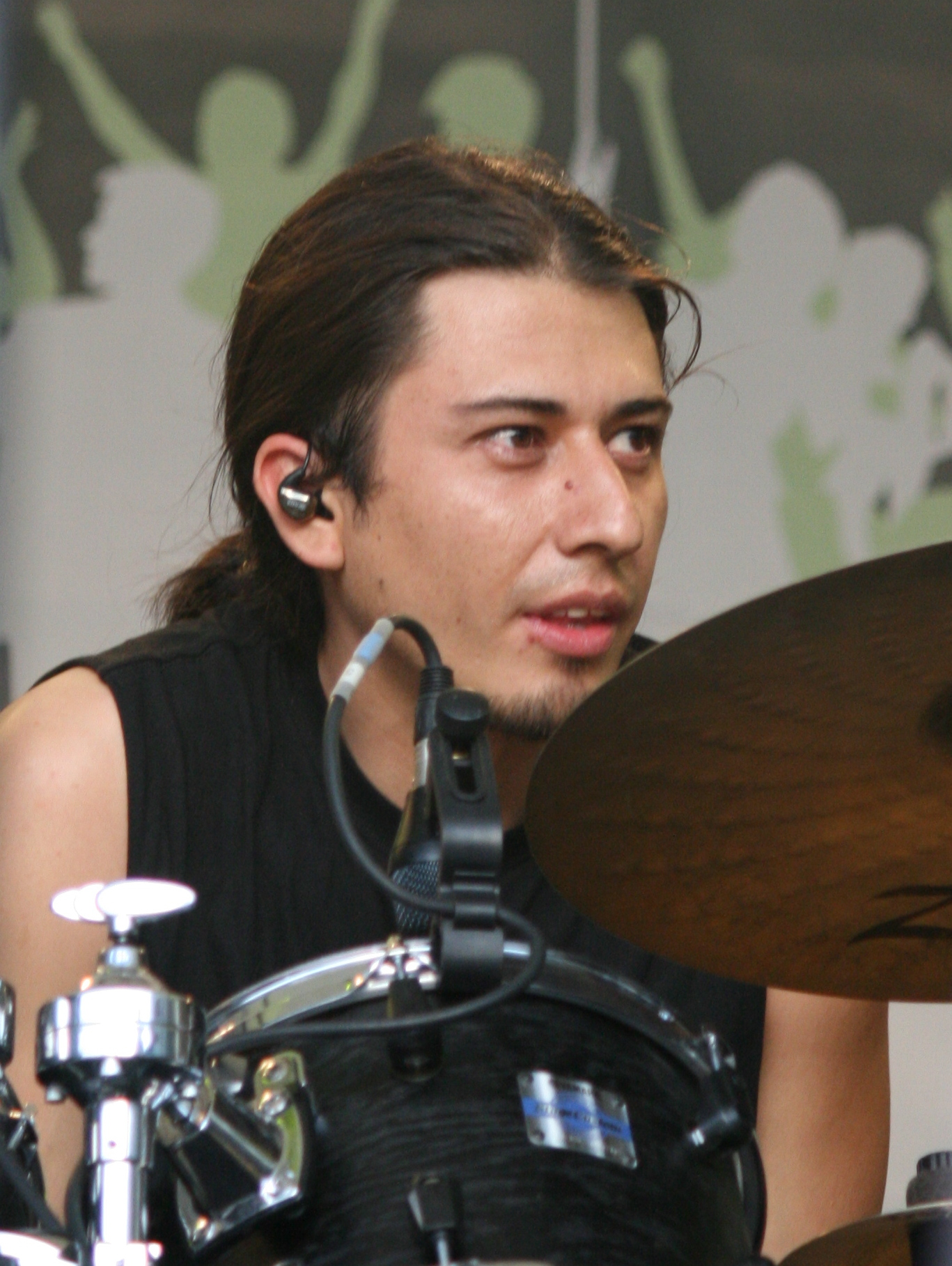
Hiram Paniagua – Schlagzeug
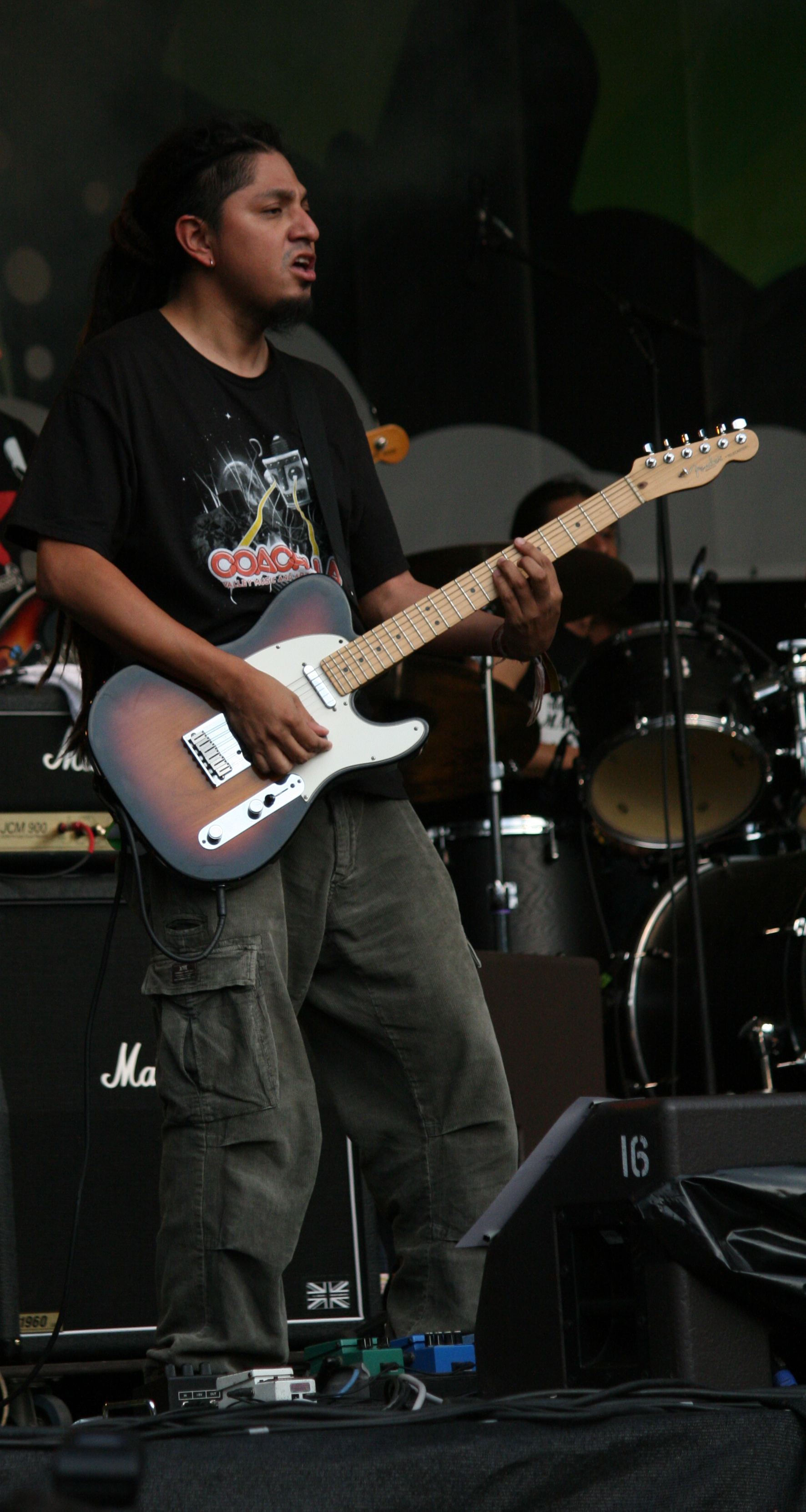
Leonel Rosales "Monel" – Gitarre
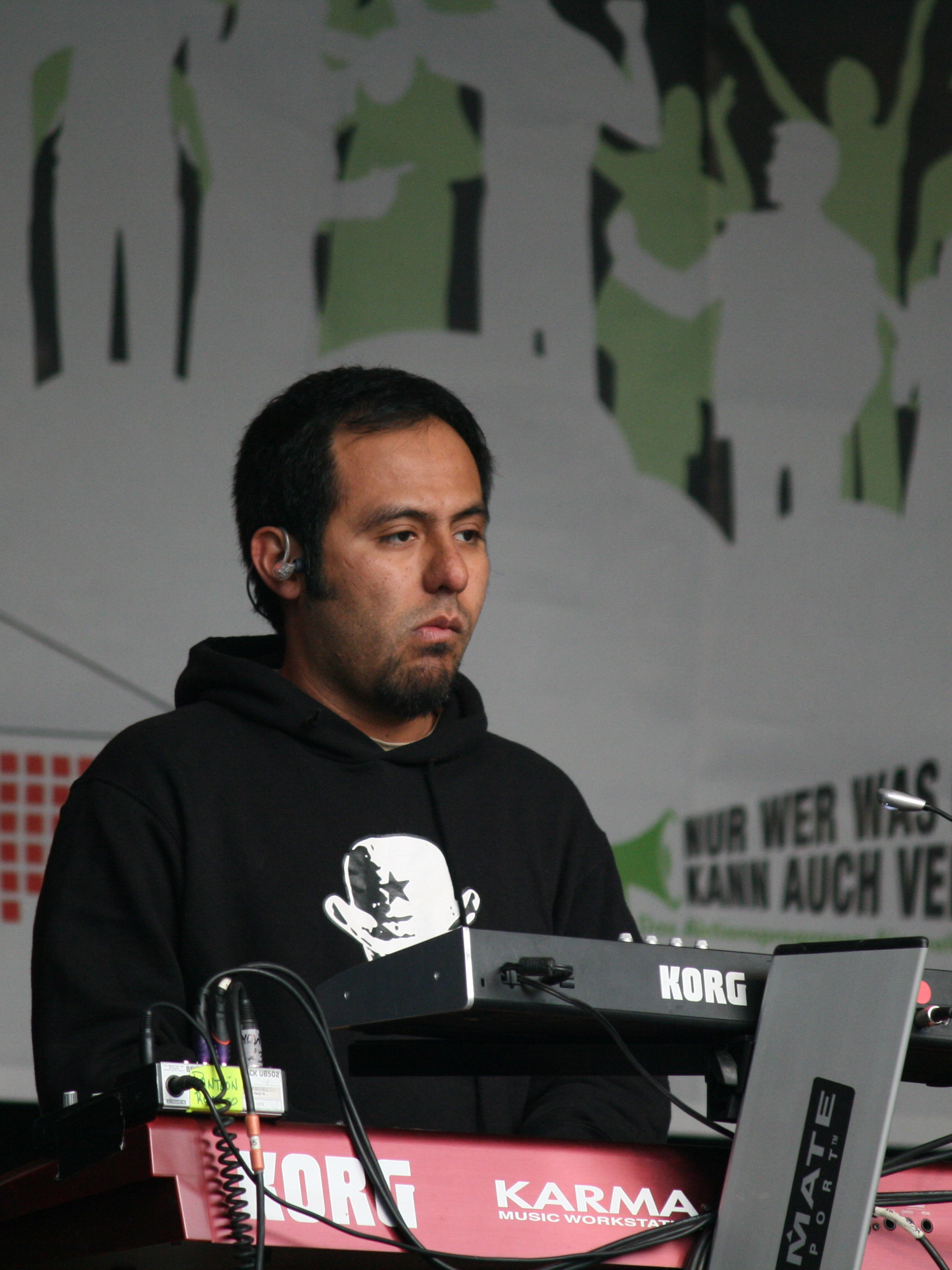
Felipe Bustamante – Keyboard
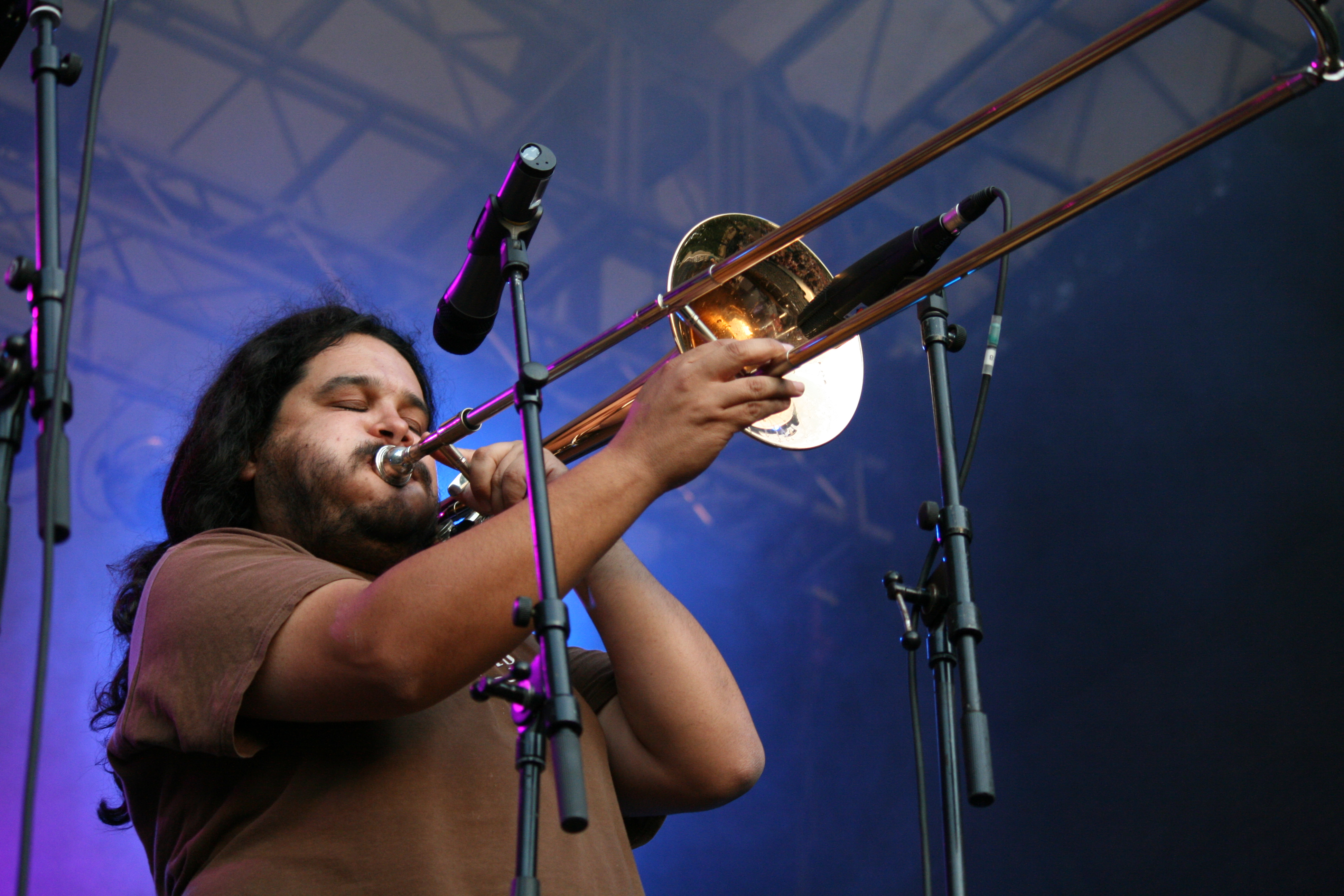
Paco Barajas – Posaune
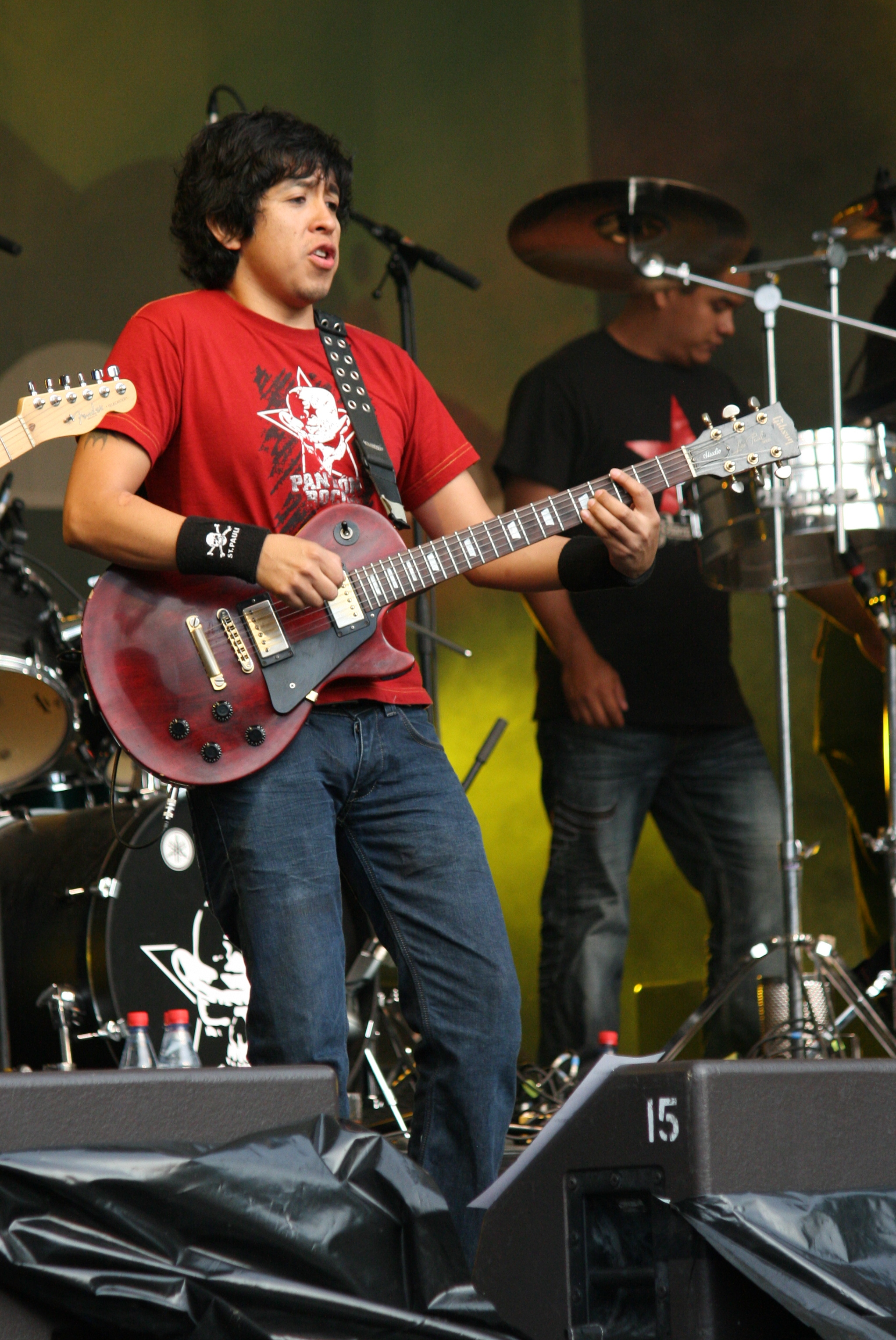
Rodrigo Bonilla "Don Gorri" – Gitarre
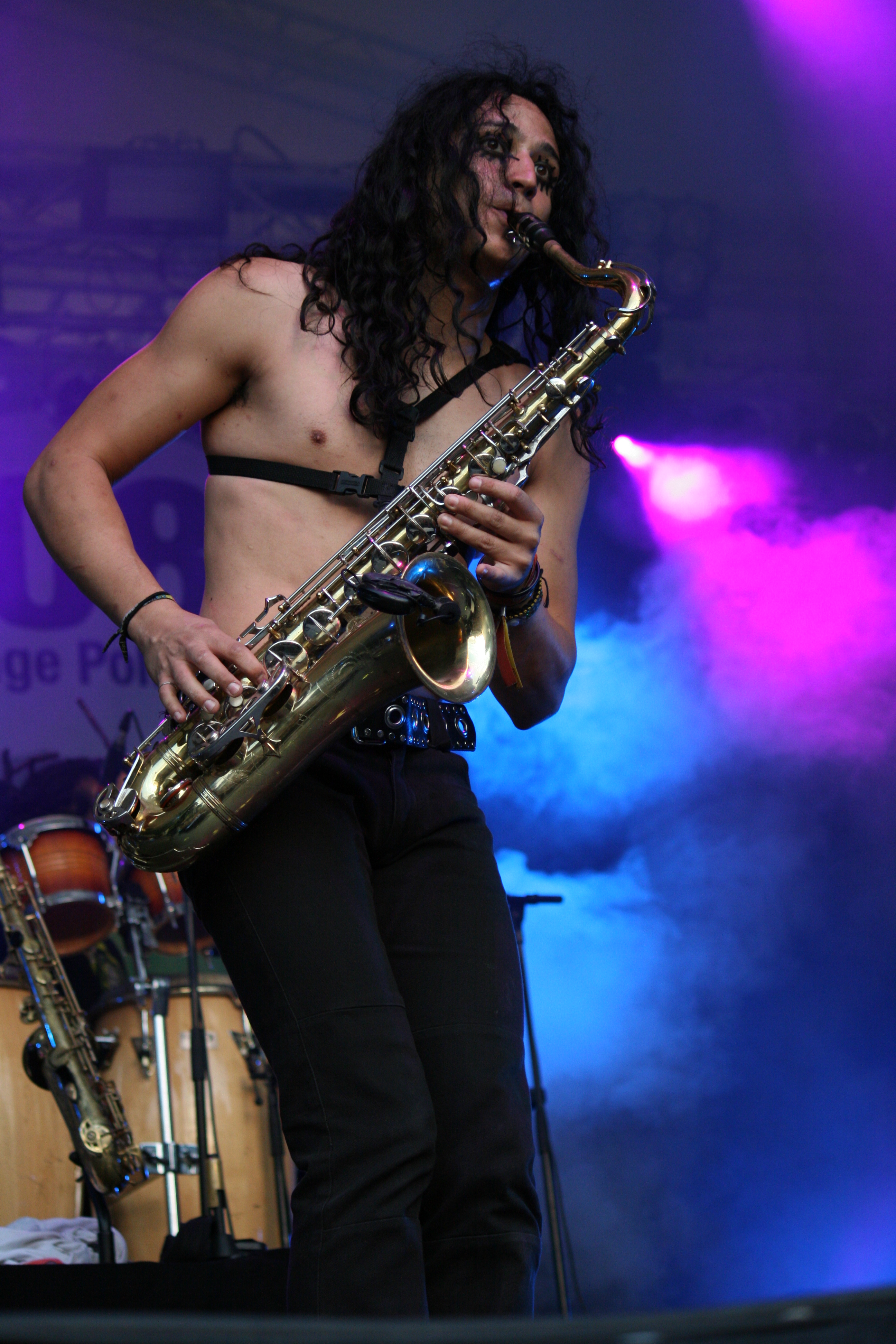
Missael Oseguera – Saxophon
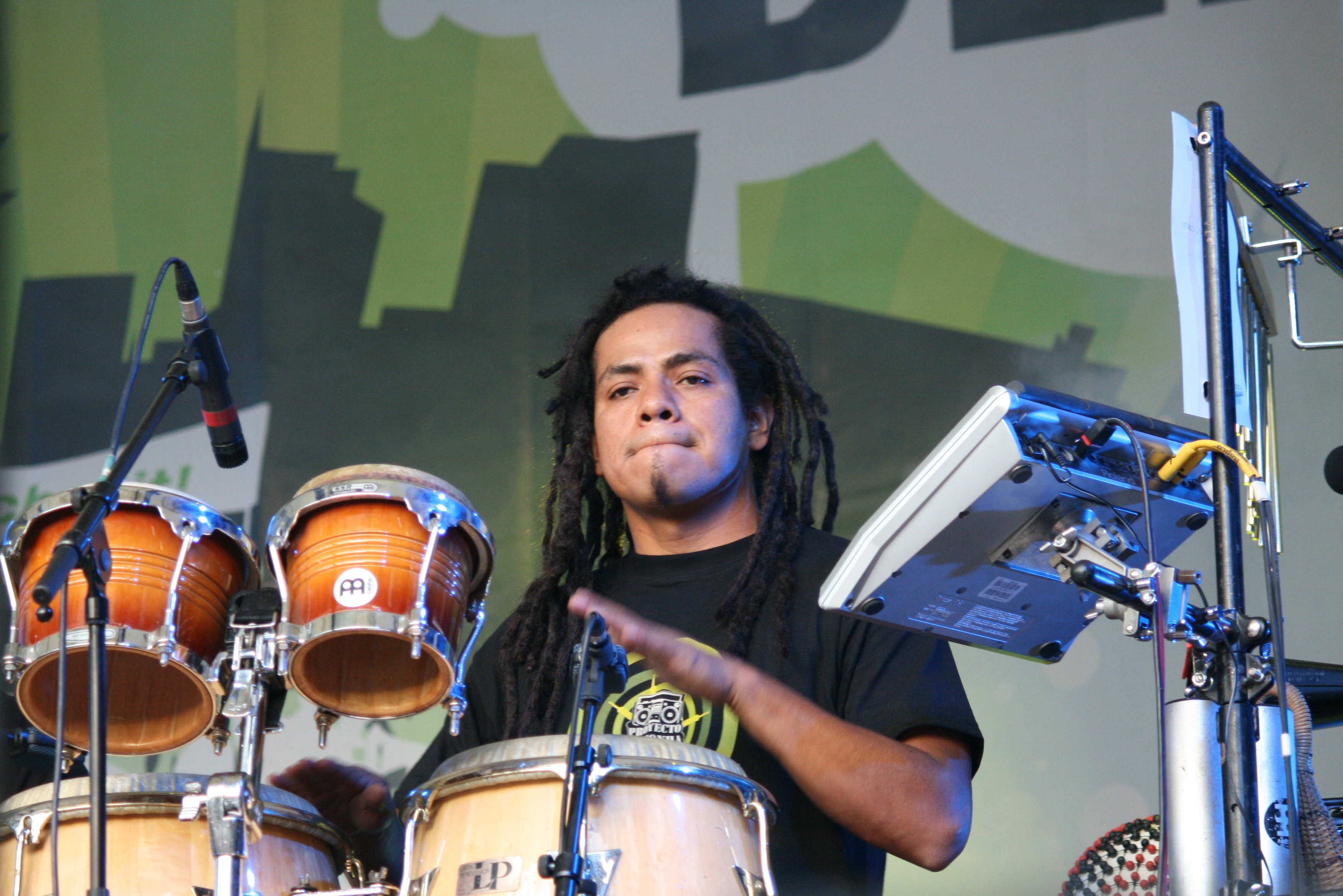
Tanis "El Bambino" – Perkussion
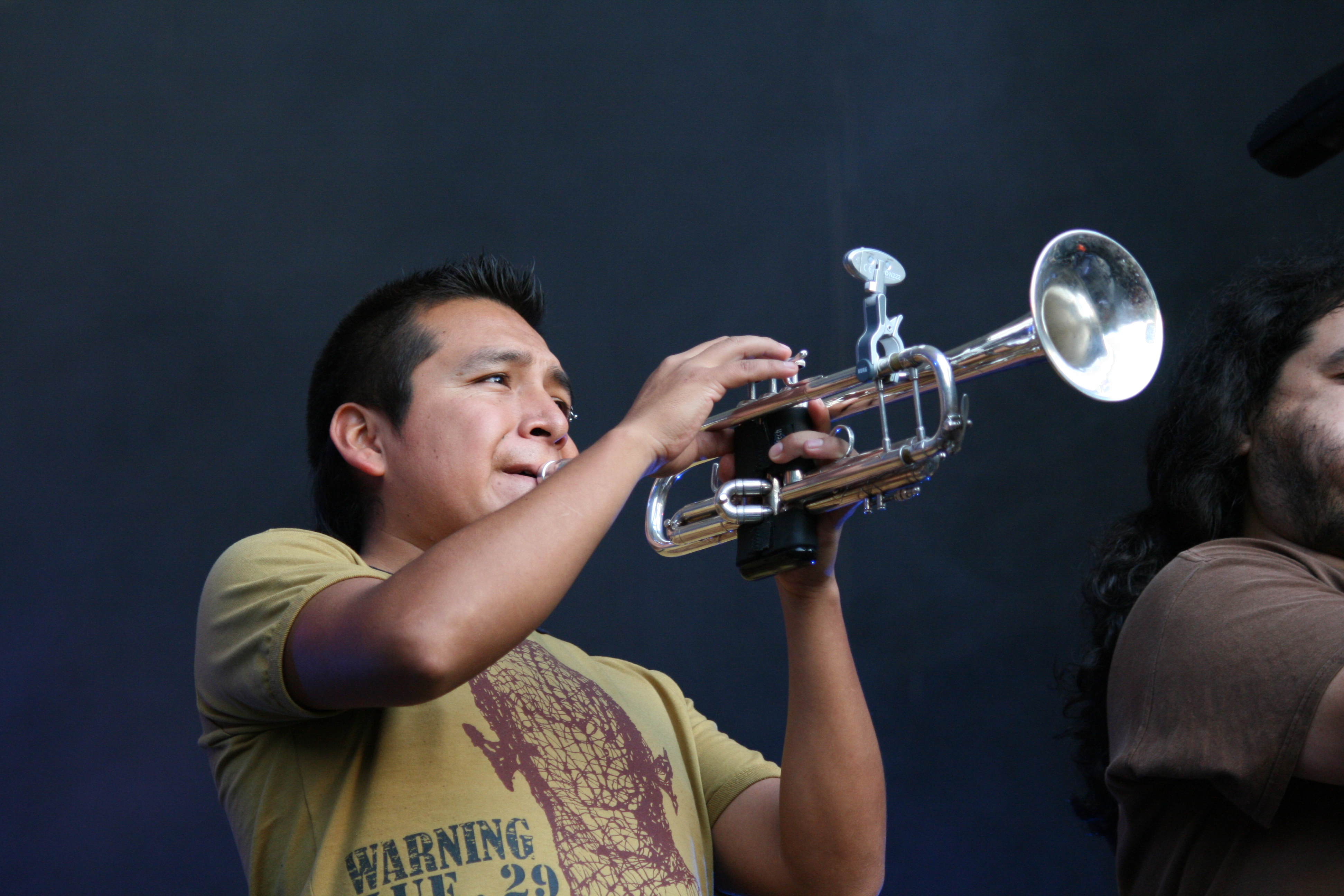
Pascal Montaño – Gastmusiker, Trompete

## Selbstverständnis
„La música es una flor, la música es una expresíon, la música es alimento“ (Die Musik ist eine Blume, die Musik ist Ausdruck, die Musik ist Nahrung): Das dritte Album der Band beginnt mit diesem Bekenntnis von einem der Anführer der mexikanischen Zapatisten, Comandante Zebedeos.
Panteón Rococó stellen sich damit, wie viele ihrer lateinamerikanischen Musikerkollegen, in den Dienst dieser Bewegung, die seit einigen Jahren für die Rechte der Ureinwohner in der mexikanischen Provinz Chiapas streitet. Die etwa zehnköpfige Gruppe liefert mit diversen Gastmusikern das „Lebensmittel“ Musik.

## Diskografie

### Alben
- 1997: Toloache pa' mi Negra
- 1999: A la Izquierda de la Tierra
- 2002: Compañeros Musicales (BMG Mexico/Übersee Records)
- 2004: Tres Veces Tres (BMG Mexico/Übersee Records)
- 2005: En vivo
- 2006: 10 Años
- 2007: Panteón Rococó (BMG Mexico/Übersee Records)
- 2010: Ejército de Paz
- 2012: Ni Carne Ni Pescado
- 2016: XX Años: En Vivo
- 2019: Infiernos
- 2021: Ofrenda

### Filme
- 2003: Panteón Rococó Rebel Music, DVD, 53 min, Idee, Regie, Kamera, Schnitt: Sarah Möckel und Stefan Schulte, Spanisch/Englisch mit deutschen Untertiteln[1]
- 2005: 10 Años Un Panteón Muy Vivo, Live-CD + DVD, BMG

### Beteiligung an Kompilationen
- 1998: "Skuela de baile Vol. 1" mit L'América
- 1998: "Skuela de baile Vol. 2" mit Cúrame (Ver. '98)
- 2001: "El reloj destruido" limitierte 7" (2000 Stück, Vertrieb nur in Mexico)
- 2003: "Sin ton ni Sonia" mit Sonia und La rubia y el demonio
- 2003: "Tributo a José Alfredo Jiménez XXX" mit Tu recuerdo y yo
- 2003: "Ofrenda a Rockdrigo González" mit Los intelectuales
- 2004: "Echte Übersee Records Vol. 2" mit La Carencia (Übersee Records)
- 2005: "Mestizo Music – Rebelión en América Latina" mit La Carencia (Trikont)
- 2006: "Make Capitalism History" mit La Ciudad de la Esperanza
- 2006: "Übersee vs. Europe" mit La Ciudad De La Esperanza (Übersee Records)
- 2008: "Echte Übersee Records Vol. 3" mit Estrella Roja (Übersee Records)